# Laophontopsis minuticornis
Laophontopsis minuticornis is een eenoogkreeftjessoort uit de familie van de Laophontopsidae. De wetenschappelijke naam van de soort is voor het eerst geldig gepubliceerd in 1874 door Buchholz.